# Tre piger fra Jylland
Tre piger fra Jylland är en dansk komedifilm från 1957 i regi av Annelise Reenberg.

## Rollista i urval
- Birgit Sadolin - Joe Hansen
- Ulla Lock - Bodil Lercke
- Annemette Svendsen - Karen Gertsen
- Kjeld Jacobsen - kapten Henrik Holden
- John Wittig - pastor Martin Brandt
- Gunnar Lauring - veterinär Knud Jørgensen
- Ebbe Langberg - veterinär Hans Jørgen Jørgensen
- Emil Hass Christensen - åklagare Johan Frandsen
- Helge Kjærulff-Schmidt - hovmästare Tobiesen
- Knud Heglund - värdshusvärd Hansen
- Svend Methling - pastor Gertsen
- Inger Lassen - fru Gertsen
- Poul Müller - distriktsläkare Lercke
- Paul Hagen - Søren
- Bjørn Puggaard-Müller - kaplan Christian Engel
- Karl Stegger - servitör Olsen
- Åke Engfeldt - kapellmästare Jon Gustafson